# Дудоров Микола Павлович
Микола Павлович Дудоров (нар. 22 травня 1906, село Мишнево Ковровського повіту Владимирської губернії, тепер Камєшковського району Владимирської області, Російська Федерація — 9 березня 1977, місто Москва) — радянський діяч, міністр внутрішніх справ СРСР, завідувач відділу будівництва ЦК КПРС. Член ЦК КПРС у 1956—1961 роках.

## Життєпис
Народився в родині робітника.
У 1922—1929 роках — учень і майстер-склодув кришталевого заводу в місті Гусь-Хрустальний та Московського кришталевого заводу імені Калініна.
Член ВКП(б) з 1927 року.
У 1929—1934 роках — студент Московського хіміко-технологічного інституту імені Менделєєва.
У 1934—1937 роках — начальник цеху «Тріплекс» заводу «Автоскло» в місті Москві.
У серпні — листопаді 1937 року — начальник виробничо-розподільного відділу Головтехскло Народного комісаріату важкої промисловості СРСР.
У 1937—1939 роках — заступник секретаря, секретар партійного комітету Народного комісаріату важкої промисловості СРСР.
У 1939—1940 роках — заступник начальника Головного управління цементної промисловості, заступник начальника Головного управління будівельного скла Народного комісаріату промисловості будівельних матеріалів СРСР.
У 1940—1941 роках — керуючий справами Народного комісаріату промисловості будівельних матеріалів СРСР.
У 1941—1943 роках — начальник Головного управління термоізоляційної промисловості Народного комісаріату промисловості будівельних матеріалів СРСР. У 1943—1946 роках — начальник Головного управління термоізоляційної промисловості Народного комісаріату із будівництва СРСР. У 1946—1947 роках — начальник Головного управління термоізоляційної промисловості Міністерства будівництва підприємств важкої індустрії СРСР.
У 1947—1949 роках — начальник Головного управління гіпсової промисловості Міністерства промисловості будівельних матеріалів СРСР.
У 1949—1950 роках — секретар партійного комітету Міністерства промисловості будівельних матеріалів СРСР.
У 1950—1952 роках — завідувач відділу будівництва Московського міського комітету ВКП(б).
29 липня 1952 — 7 січня 1955 року — заступник голови виконавчого комітету Московської міської ради депутатів трудящих.
У грудні 1954 — січні 1956 року — завідувач відділу будівництва ЦК КПРС.
31 січня 1956 — 13 січня 1960 року — міністр внутрішніх справ СРСР.
У 1960—1962 роках — генеральний урядовий комісар Всесвітньої виставки 1967 року в Москві.
1 серпня 1962 — 15 червня 1972 року — начальник Головного управління промисловості будівельних матеріалів і будівельних деталей виконавчого комітету Московської міської ради депутатів трудящих.
З червня 1972 року — персональний пенсіонер союзного значення в Москві.
Помер 9 березня 1977 року. Похований в Москві на Новодівочому цвинтарі.

## Нагороди і звання
- два ордени Леніна (21.05.1956,)
- орден Трудового Червоного Прапора
- орден Червоної Зірки
- медалі